# Lipotriches subaustralica
Lipotriches subaustralica är en biart som först beskrevs av Cockerell 1910.  Lipotriches subaustralica ingår i släktet Lipotriches och familjen vägbin. Inga underarter finns listade i Catalogue of Life.